# Термофотокаталіз
Термофотокаталіз (англ. thermophotocatalysis) — фотокаталіз, який відбувається в умовах, коли система нагрівається внаслідок освітлення. У випадку світла з великим фотонним потоком стають можливими не лише фотохімічні процеси, але й такі, які відбуваються внаслідок нагрівання системи поглиненими квантами світла. Це часто зустрічається при гетерогенному фотокаталізі, де застосовується одночасно опромінення пульсуючим інфрачервоним світлом та пульсуючим лазерним випроміненням.